# Visoki tujec
Visoki tujec (COBISS) je roman Željka Kozinca; izšel je leta 2004 pri Mladinski knjigi in je bil leta 2005 med petimi finalisti za nagrado kresnik.

## Vsebina
Pavla Riglerja, biologa, profesorja, poznavalca in filmskega snemalca sesalcev iz Argentine, nekega dne preseneti klic neznanca iz Slovenije z novico o bolni materi. Pavel se po štiridesetih letih odpravi v domovino, kjer ga poleg neme in hudo bolne matere pričaka še vrsta spletk. Spopasti se mora s številnimi dotlej še neznanimi krvnimi sorodniki, tekmeci, denacionalizacijo, ženskami in celo umorom. Večino dogodkov režira nekdanji udbovec in Pavlov nasprotnik Ivo Kozjan.